# Heart of gold (Neil Young)
Heart of gold is een nummer van de Canadese muzikant Neil Young. Hij bracht het in januari 1972 wereldwijd uit op vinylsingle.

## Achtergrond
De plaat werd in een aantal landen een hit en bereikte er zijn enige nummer 1-hit in de Verenigde Staten mee uit zijn carrière. Ook stond de plaat hoog in veel hitlijsten in andere landen, waaronder op nummer 1 in zijn geboorteland Canada. In Australië werd de 16e positie bereikt, in Nieuw-Zeeland de 10e, Ierland de 12e, Zuid-Afrika de 8e en Duitsland de 6e.
In Nederland werd de plaat destijds veel gedraaid op de zeezenders en de publieke radiozenders en werd een hit. De plaat bereikte de 9e positie in de Nederlandse Top 40 op Radio Veronica en de 8e positie in de Hilversum 3 Top 30 / Daverende Dertig op de nationale publieke popzender Hilversum 3.
In België bereikte de plaat de 30e positie in zowel de voorloper van de Vlaamse Ultratop 50 als de Vlaamse Radio 2 Top 30. In Wallonië werd de 17e positie bereikt.
Het muziekblad Rolling Stone plaatste de plaat op de lijst van 500 Greatest Songs.
Sinds de allereerste editie in december 1999 staat de plaat onafgebroken genoteerd in de jaarlijkse NPO Radio 2 Top 2000 van de Nederlandse publieke radiozender NPO Radio 2, met als hoogste notering een 125e positie in 1999.

## Neil Young
Neil Young bracht zijn nummer in januari 1972 uit op single. Het werd een nummer 1-hit in de Verenigde Staten en zijn geboorteland Canada en verscheen ook in de hitlijsten van België en Nederland. Op de B-kant verscheen het nummer Sugar mountain. Verder bracht Young het nummer uit op zijn album Harvest. Het nummer heeft een karakteristieke mondharmonicamelodie.

## Hitnoteringen

### Nederlandse Top 40
| Heart of gold in de Nederlandse Top 40 van 12-02-1972 t/m 08-04-1972 | Heart of gold in de Nederlandse Top 40 van 12-02-1972 t/m 08-04-1972 | Heart of gold in de Nederlandse Top 40 van 12-02-1972 t/m 08-04-1972 | Heart of gold in de Nederlandse Top 40 van 12-02-1972 t/m 08-04-1972 | Heart of gold in de Nederlandse Top 40 van 12-02-1972 t/m 08-04-1972 | Heart of gold in de Nederlandse Top 40 van 12-02-1972 t/m 08-04-1972 | Heart of gold in de Nederlandse Top 40 van 12-02-1972 t/m 08-04-1972 | Heart of gold in de Nederlandse Top 40 van 12-02-1972 t/m 08-04-1972 | Heart of gold in de Nederlandse Top 40 van 12-02-1972 t/m 08-04-1972 | Heart of gold in de Nederlandse Top 40 van 12-02-1972 t/m 08-04-1972 | Heart of gold in de Nederlandse Top 40 van 12-02-1972 t/m 08-04-1972 |
| Week                                                                 | 1                                                                    | 2                                                                    | 3                                                                    | 4                                                                    | 5                                                                    | 6                                                                    | 7                                                                    | 8                                                                    | 9                                                                    |                                                                      |
| -------------------------------------------------------------------- | -------------------------------------------------------------------- | -------------------------------------------------------------------- | -------------------------------------------------------------------- | -------------------------------------------------------------------- | -------------------------------------------------------------------- | -------------------------------------------------------------------- | -------------------------------------------------------------------- | -------------------------------------------------------------------- | -------------------------------------------------------------------- | -------------------------------------------------------------------- |
| Positie                                                              | 30                                                                   | 15                                                                   | 11                                                                   | 9                                                                    | 12                                                                   | 14                                                                   | 20                                                                   | 33                                                                   | 39                                                                   | uit                                                                  |

### Hilversum 3 Top 30
| Heart of gold in de Hilversum 3 Top 30 van 19-02-1972 t/m 25-03-1972 | Heart of gold in de Hilversum 3 Top 30 van 19-02-1972 t/m 25-03-1972 | Heart of gold in de Hilversum 3 Top 30 van 19-02-1972 t/m 25-03-1972 | Heart of gold in de Hilversum 3 Top 30 van 19-02-1972 t/m 25-03-1972 | Heart of gold in de Hilversum 3 Top 30 van 19-02-1972 t/m 25-03-1972 | Heart of gold in de Hilversum 3 Top 30 van 19-02-1972 t/m 25-03-1972 | Heart of gold in de Hilversum 3 Top 30 van 19-02-1972 t/m 25-03-1972 | Heart of gold in de Hilversum 3 Top 30 van 19-02-1972 t/m 25-03-1972 |
| Week                                                                 | 1                                                                    | 2                                                                    | 3                                                                    | 4                                                                    | 5                                                                    | 6                                                                    |                                                                      |
| -------------------------------------------------------------------- | -------------------------------------------------------------------- | -------------------------------------------------------------------- | -------------------------------------------------------------------- | -------------------------------------------------------------------- | -------------------------------------------------------------------- | -------------------------------------------------------------------- | -------------------------------------------------------------------- |
| Positie                                                              | 25                                                                   | 14                                                                   | 9                                                                    | 8                                                                    | 15                                                                   | 23                                                                   | uit                                                                  |

### Vlaamse Ultratop 50
| Heart of gold in de Vlaamse Ultratop 50 van 15-04-1972 t/m 15-04-1972 | Heart of gold in de Vlaamse Ultratop 50 van 15-04-1972 t/m 15-04-1972 | Heart of gold in de Vlaamse Ultratop 50 van 15-04-1972 t/m 15-04-1972 |
| Week                                                                  | 1                                                                     |                                                                       |
| --------------------------------------------------------------------- | --------------------------------------------------------------------- | --------------------------------------------------------------------- |
| Positie                                                               | 30                                                                    | uit                                                                   |

### Vlaamse Radio 2 Top 30
| Positie: | 30 | uit | 25 | uit |

### NPO Radio 2 Top 2000
| Nummer met noteringen in de NPO Radio 2 Top 2000 | '99 | '00 | '01 | '02 | '03 | '04 | '05 | '06 | '07 | '08 | '09 | '10 | '11 | '12 | '13 | '14 | '15 | '16 | '17 | '18 | '19 | '20 | '21 | '22 | '23 | '24 |
| ------------------------------------------------ | --- | --- | --- | --- | --- | --- | --- | --- | --- | --- | --- | --- | --- | --- | --- | --- | --- | --- | --- | --- | --- | --- | --- | --- | --- | --- |
| Heart of Gold                                    | 125 | 155 | 145 | 148 | 153 | 174 | 202 | 165 | 228 | 169 | 175 | 157 | 196 | 187 | 157 | 187 | 222 | 205 | 207 | 240 | 271 | 280 | 317 | 324 | 342 | 383 |

1. ↑  Een vetgedrukt getal geeft de hoogste notering aan.

### Evergreen Top 1000
| Evergreen Top 1000 "Heart of Gold - Neil Young" | Evergreen Top 1000 "Heart of Gold - Neil Young" | Evergreen Top 1000 "Heart of Gold - Neil Young" | Evergreen Top 1000 "Heart of Gold - Neil Young" | Evergreen Top 1000 "Heart of Gold - Neil Young" | Evergreen Top 1000 "Heart of Gold - Neil Young" | Evergreen Top 1000 "Heart of Gold - Neil Young" | Evergreen Top 1000 "Heart of Gold - Neil Young" | Evergreen Top 1000 "Heart of Gold - Neil Young" | Evergreen Top 1000 "Heart of Gold - Neil Young" | Evergreen Top 1000 "Heart of Gold - Neil Young" | Evergreen Top 1000 "Heart of Gold - Neil Young" | Evergreen Top 1000 "Heart of Gold - Neil Young" | Evergreen Top 1000 "Heart of Gold - Neil Young" | Evergreen Top 1000 "Heart of Gold - Neil Young" | Evergreen Top 1000 "Heart of Gold - Neil Young" | Evergreen Top 1000 "Heart of Gold - Neil Young" |
| Jaar                                            | 2008                                            | 2009                                            | 2010                                            | 2011                                            | 2012                                            | 2013                                            | 2014                                            | 2015                                            | 2016                                            | 2017                                            | 2018                                            | 2019                                            | 2020                                            | 2021                                            | 2022                                            | 2023                                            |
| ----------------------------------------------- | ----------------------------------------------- | ----------------------------------------------- | ----------------------------------------------- | ----------------------------------------------- | ----------------------------------------------- | ----------------------------------------------- | ----------------------------------------------- | ----------------------------------------------- | ----------------------------------------------- | ----------------------------------------------- | ----------------------------------------------- | ----------------------------------------------- | ----------------------------------------------- | ----------------------------------------------- | ----------------------------------------------- | ----------------------------------------------- |
| Positie                                         | -                                               | -                                               | -                                               | -                                               | -                                               | -                                               | -                                               | 233                                             | 470                                             | 333                                             | 175                                             | 274                                             | 187                                             | 169                                             | 176                                             | 213                                             |

### Vlaamse Tijdloze 100 (Studio Brussel)
| De Tijdloze   | '87-'89 | '90 | '91-'14 | '15 | '16 | '17 | '18 | '19 |
| ------------- | ------- | --- | ------- | --- | --- | --- | --- | --- |
| Heart of gold | -       | 67  | -       | 66  | 65  | 79  | 77  | 79  |

### Andere landen
| Hitlijst               | Piekpositie | Aantal weken |
| ---------------------- | ----------- | ------------ |
| VS (Billboard Hot 100) | 1           | 14           |
| Canada                 | 1           | ?            |
| Noorwegen              | 4           | 11           |
| Duitsland              | 6           | 23           |
| Verenigd Koninkrijk    | 10          | 11           |
| Ierland                | 19          | 4            |

## Willie Nelson
In 1987 bracht countryzanger Willie Nelson het lied uit op een single. Op de B-kant verscheen het nummer So much like my dad. Verder verscheen het nummer op zijn elpee Partners.
De single belandde in de Amerikaanse hitlijst Hot Country Songs van Billboard op nummer 44.

### Hitlijsten
| Hitlijst               | Piekpositie |
| ---------------------- | ----------- |
| VS (Hot Country Songs) | 44          |

## Dennis Jones
In 1991 verscheen er een versie van het nummer op een single van de Nederlandse reggaezanger Dennis Jones, alias Casper Janssen. Het verscheen zowel in Nederland als in België met het nummer Reggae party op de B-kant en belandde alleen in het eerste land in de hitlijsten.

### Hitnoteringen
| Heart of gold in de Nederlandse Top 40 van 26-10-1991 t/m 09-11-1991 | Heart of gold in de Nederlandse Top 40 van 26-10-1991 t/m 09-11-1991 | Heart of gold in de Nederlandse Top 40 van 26-10-1991 t/m 09-11-1991 | Heart of gold in de Nederlandse Top 40 van 26-10-1991 t/m 09-11-1991 | Heart of gold in de Nederlandse Top 40 van 26-10-1991 t/m 09-11-1991 |
| Week                                                                 | 1                                                                    | 2                                                                    | 3                                                                    |                                                                      |
| -------------------------------------------------------------------- | -------------------------------------------------------------------- | -------------------------------------------------------------------- | -------------------------------------------------------------------- | -------------------------------------------------------------------- |
| Positie                                                              | 37                                                                   | 32                                                                   | 40                                                                   | uit                                                                  |

| Heart of gold in de Nederlandse Nationale Top 100 van 28-09-1991 t/m 30-11-1991 | Heart of gold in de Nederlandse Nationale Top 100 van 28-09-1991 t/m 30-11-1991 | Heart of gold in de Nederlandse Nationale Top 100 van 28-09-1991 t/m 30-11-1991 | Heart of gold in de Nederlandse Nationale Top 100 van 28-09-1991 t/m 30-11-1991 | Heart of gold in de Nederlandse Nationale Top 100 van 28-09-1991 t/m 30-11-1991 | Heart of gold in de Nederlandse Nationale Top 100 van 28-09-1991 t/m 30-11-1991 | Heart of gold in de Nederlandse Nationale Top 100 van 28-09-1991 t/m 30-11-1991 | Heart of gold in de Nederlandse Nationale Top 100 van 28-09-1991 t/m 30-11-1991 | Heart of gold in de Nederlandse Nationale Top 100 van 28-09-1991 t/m 30-11-1991 | Heart of gold in de Nederlandse Nationale Top 100 van 28-09-1991 t/m 30-11-1991 | Heart of gold in de Nederlandse Nationale Top 100 van 28-09-1991 t/m 30-11-1991 | Heart of gold in de Nederlandse Nationale Top 100 van 28-09-1991 t/m 30-11-1991 |
| Week                                                                            | 1                                                                               | 2                                                                               | 3                                                                               | 4                                                                               | 5                                                                               | 6                                                                               | 7                                                                               | 8                                                                               | 9                                                                               | 10                                                                              |                                                                                 |
| ------------------------------------------------------------------------------- | ------------------------------------------------------------------------------- | ------------------------------------------------------------------------------- | ------------------------------------------------------------------------------- | ------------------------------------------------------------------------------- | ------------------------------------------------------------------------------- | ------------------------------------------------------------------------------- | ------------------------------------------------------------------------------- | ------------------------------------------------------------------------------- | ------------------------------------------------------------------------------- | ------------------------------------------------------------------------------- | ------------------------------------------------------------------------------- |
| Positie                                                                         | 88                                                                              | 67                                                                              | 54                                                                              | 47                                                                              | 41                                                                              | 36                                                                              | 31                                                                              | 37                                                                              | 62                                                                              | 90                                                                              | uit                                                                             |

## Overige covers
Er verschenen bij elkaar veel coverversies waarvan er ook enkele de hitlijsten bereikten, zoals van de Amerikaanse countryzanger Willie Nelson (1987) en de Nederlandse reggaezanger Dennis Jones. Andere covers op een single waren van Bettye LaVette (1972), Stereophonics (2001) en Tanya Donelly (2007). Verder verschenen nog tientallen covers van artiesten op elpees, variërend van James Last (1972), Boney M. (1978), Johnny Cash (2003) en Charles Bradley (2018; postuum) tot en met een versie van Kirka in het Fins getiteld Ihmeihminen (1973).